# Ltris
Ltris es un videojuego de código abierto clon del afamado tetris, por lo que tienes una cancha en la que caen bloques que debes encajar para formar líneas sin huecos, y que así desaparezca toda esa línea dejando espacio para seguir jugando. Ltris soporta pantalla completa, sonido, y efectos proporcionados por la biblioteca SDL. El juego fue originalmente creado para Linux, pero también ha sido portado a otras plataformas como; MacOS X, BeOS, NetBSD, Win32 y Solaris.